# Богумілув (Любуське воєводство)
Богумілув (пол. Bogumiłów, нім. Reichenau) — село в Польщі, у гміні Жари Жарського повіту Любуського воєводства.
Населення — 305 осіб (2011).
У 1975-1998 роках село належало до Зеленогурського воєводства.

## Демографія
Демографічна структура станом на 31 березня 2011 року:
|          | Загалом | Допрацездатний вік | Працездатний вік | Постпрацездатний вік |
| -------- | ------- | ------------------ | ---------------- | -------------------- |
| Чоловіки | 143     | 35                 | 99               | 9                    |
| Жінки    | 162     | 47                 | 92               | 23                   |
| Разом    | 305     | 82                 | 191              | 32                   |